# Naissance du pinyin
Approuvé le 11 février 1958 pendant la cinquième session plénière de l'Assemblée populaire nationale de la République populaire de Chine, ce document établit les règles officielles concernant l'utilisation du pinyin en tant que transcription de la langue chinoise.

## Le projet de transcription de la langue chinoise
Le système est créé par le linguiste Zhou Youguang. L'alphabet utilisé dans la transcription de la langue chinoise est identique à l'alphabet latin – la lettre « v » est utilisée uniquement pour noter certaines langues des ethnies minoritaires. Cependant, à ces lettres il faut ajouter les quatre tons qui ont les mêmes fonctions qu'une lettre, à l'encontre de l'intonation dans les langues européennes.
Un idéogramme, qui représente un mot dans la langue classique, est dans beaucoup de cas actuels composé d'au moins une voyelle et au maximum une consonne. Cette règle réduit énormément la variété de la langue chinoise, à quatre centaines de possibilités de combinaisons approximativement, alors qu'il y a dans la langue courante environ trois mille caractères, et presque vingt-six mille idéogrammes utilisés en chinois moderne. Grâce aux quatre tons, la capacité d'expression orale s'est multipliée d'autant et satisfait ainsi la communication orale d'un septième de la population mondiale.

## Tableau alphabétique
| Lettre | Nom  |
| ------ | ---- |
| A a    | ㄚ   |
| B b    | ㄅㄛ |
| C c    | ㄘ   |
| D d    | ㄉㄛ |
| E e    | ㄜ   |
| F f    | ㄈㄛ |
| G g    | ㄍㄛ |
| H h    | ㄏㄛ |
| I i    | ㄧ   |
| J j    | ㄐ   |
| K k    | ㄎㄛ |
| L l    | ㄌㄛ |
| M m    | ㄇㄛ |

| Lettre | Nom    |
| ------ | ------ |
| N n    | ㄋㄛ   |
| O o    | ㄛ     |
| P p    | ㄆㄛ   |
| Q q    | ㄑ     |
| R r    | ㄖ／ㄦ |
| S s    | ㄙ     |
| T t    | ㄊㄛ   |
| U u    | ㄨ     |
| V v    | 万ㄛ   |
| W w    | ㄨ     |
| X x    | ㄒ     |
| Y y    | ㄧ     |
| Z z    | ㄗ     |

## Table de Consonnes
| b    | p    | m    | f    | d    | t    | n    | l    |
| ㄅ玻 | ㄆ坡 | ㄇ摸 | ㄈ佛 | ㄉ得 | ㄊ特 | ㄋ讷 | ㄌ勒 |

| g    | k    | h    | j    | q    | x    |
| ㄍ哥 | ㄎ科 | ㄏ喝 | ㄐ基 | ㄑ欺 | ㄒ希 |

| zh   | ch   | sh   | r    | z    | c    | s    |
| ㄓ知 | ㄔ蚩 | ㄕ诗 | ㄖ日 | ㄗ资 | ㄘ雌 | ㄙ思 |

## Table des voyelles
|                  | i ㄧ 衣      | u ㄨ 乌      | ü ㄩ 迂     |
| a ㄚ 啊          | ia ㄧㄚ 呀   | ua ㄨㄚ 蛙   |             |
| o ㄛ 喔          |              | uo ㄨㄛ 窝   |             |
| e ㄜ 鹅          | ie ㄧㄝ 耶   |              | üe ㄩㄝ约   |
| ai ㄞ 哀         |              | uai ㄨㄞ 歪  |             |
| ei ㄟ 诶         |              | uei ㄨㄟ 威  |             |
| ao ㄠ 熬         | iao ㄧㄠ 腰  |              |             |
| ou ㄡ 欧         | iou ㄡ 忧    |              |             |
| an ㄢ 安         | ian ㄧㄢ 烟  | uan ㄨㄢ 弯  | üan ㄩㄢ 冤 |
| en ㄣ 恩         | in ㄧㄣ 因   | uen ㄨㄣ 温  | ün ㄩㄣ 晕  |
| ang ㄤ 昂        | iang ㄧㄤ 央 | uang ㄨㄤ 汪 |             |
| eng ㄥ 亨的韵母  | ing ㄧㄥ 英  | ueng ㄨㄥ 翁 |             |
| ong ㄨㄥ轰的韵母 | iong ㄩㄥ 雍 |              |             |

　　(1)Les hanzi comme "知、蚩、诗、日、资、雌、思”, ayant uniquement une consonne, prennent la voyelle "i" comme voyelle qui ne sert qu'à marquer le ton. C'est-à-dire que le "i" ne se prononce pas.
　　(2)La voyelle "ㄦ" s'écrit normalement "er"，mais elle s'écrit "r" en tant que queue de voyelle.
　　(3)La voyelle "ㄝ" s'écrit "ê"。
　　(4)Les voyelles de la colonne "i", sans consonne, s'écrivent "yi"（衣）， "ya"（呀）， "ye"（耶）， "yao"（腰），"you"（忧），"yan"（烟），"yin"（因），"yang"（央），"ying"（英），"yong"（雍）; Celles de la colonne "u" sans consonne avant, s'écrivent，"wu"（乌）， "wa"（蛙）， "wo"（窝）， "wai"（歪），"wei"（威），"wan"（弯），"wen"（温），"wang"（汪），"weng"（翁）; celles de la colonne "ü", suivant "j", "q", "x", s'écrivent "ju"（居），"qu"（区），"xu"（虚），" le tréma sur le "ü" s'éclipse; mais suivant les consonnes "l", "n", s'écrivent "lü"（吕）, "nü"（女）.
　　(5)"iou", "uei", "uen" suivant une consonne, s'écrivent "iu", "ui", "un", par exemple "niu"（牛）, "gui"（归）, "lun"（论）.

## Les Tons
| 阴平 1er | 阳平 2e | 上声 3e | 去声 4e |
| -        | /       | ∨       | \       |

　　Le ton se place sur la lettre principale de la voyelle. Le ton faible se repère par l'absence de symbole de ton.
　　Par Exemple：
| 妈 mā    | 麻 má     | 马 mǎ   | 骂 mà   | 吗 ma         |
| 阴平 1er | 阳平 2e   | 上声 3e | 去声 4e | 轻声 faible   |
| maman    | lin, gris | cheval  | injure  | interrogation |

## Signe de séparation
Les combinaisons initiée par « a », « o », « e », sont écartées par « ' » avec la voyelle qui les précèdent ; par exemple : pi'ao（皮袄）, « manteau en peau animale ».